# Akodon sanctipaulensis
Akodon sanctipaulensis је врста глодара из породице хрчкова (лат. Cricetidae). 

## Распрострањење
Ареал врсте је ограничен на једну државу. Бразил је једино познато природно станиште врсте.

## Угроженост
Подаци о распрострањености ове врсте су недовољни.